# شيء ضاع (ألبوم)
شيء ضاع هو ألبوم غنائي للمطربة المصرية أنغام.
الألبوم تم إنتاجه عام 1994 وهو من إنتاج شركة فنون الجزيرة ومكون من 6 أغاني باللهجة المصرية والخليجية.

## الاغاني
- شيء ضاع
- لا تغيب
- امس الضحى
- أول ما ايدي
- تسرع من الريح
- من وين اجي